# Raiarctus colurus
Raiarctus colurus är en djurart som tillhör fylumet trögkrypare, och som beskrevs av Jeanne Renaud-Mornant 1981. Raiarctus colurus ingår i släktet Raiarctus och familjen Halechiniscidae. Inga underarter finns listade i Catalogue of Life.